# Balansia strangulans
Balansia strangulans är en svampart som först beskrevs av Jean François Montagne, och fick sitt nu gällande namn av Diehl 1950. Balansia strangulans ingår i släktet Balansia och familjen Clavicipitaceae.   Inga underarter finns listade i Catalogue of Life.